# Amberley Museum & Heritage Centre
Het Amberley Museum & Heritage Centre is een museum in het dorp Amberley, nabij Arundel in het graafschap West Sussex, Engeland. Het museum is in 1979 opgericht door de "Southern Industrial History Centre Trust". Het museum heeft ook bekendgestaan als het Amberley Working Museum, Amberley Chalk Pits Museum of simpelweg het Amberley Museum. Het museum stelt zich tot doel het industrieel erfgoed uit het zuidoosten van Engeland tentoon te stellen. Het specialiseert zich in deelgebieden uit de geschiedenis van de transportindustrie en de communicatieindustrie.

## Locatie
Het museum is gevestigd op een terrein met een oppervlak van 146.000 m² (36 acre) en ligt vlak bij Station Amberley. Het is gevestigd op het terrein van een voormalige krijtsteengroeve. In deze groeve werd het krijt omgezet in kalk, dat vervolgens werd verwerkt in specie en cement.
De tunnel van de voormalige krijtsteengroeve is nog steeds te zien. Veel gebouwen zijn van elders verplaatst en op deze plek opnieuw opgebouwd. Daarna zijn er vaak tentoonstellingsruimten in deze gebouwen ingericht. De natuurlijke historie en de geologie van de streek kan op een wandelpad door de natuur worden bezichtigd.

## Collectie

### Tentoonstellingen en collectie
- BT Connected Earth tentoonstellingen over telecommunicatie
- EDF Energy Electricity Hall waar alles draait om elektriciteit en energie.
- Tentoonstelling van origineel draadloos communicatiemateriaal en een radioamateurstation
- Amberley Museum Railway: een smalspoor (610 mm of 2 foot) en een tentoonstellingshal gewijd aan het Britse indsustriesmalspoor. Het museum beschikt over 8 stoomlocomotieven, 29 locomotieven met een verbrandingsmotor en 4 elektrische. Tevens beschikt men over 80 stuks rollend materieel, voornamelijk goederenwagons. Deze wagons zijn afkomstig uit de collectie van het Brockham Museum, die in 1982 naar de huidige locatie is verplaatst. Er is een speciale interesse voor spoormateriaal afkomstig van de Dorking Greystone Lime Company en van de Groudle Glen Railway op het Isle of Man. Van de acht stoomlocomotieven is er tegenwoordig nog maar een in gebruik. Aanvullend zijn er nog drie locomotieven die anno 2014 een grondige revisie ondergaan.
- Een gereconstrueerde remise anno 1920 voor bussen die voornamelijk afkomstig zijn van de Southdown Motor Services uit 1920. De basis voor deze collectie is gelegd door de Southdown Omnibus Trust
- Een werkplaats van de wagenmaker uit Horsham
- Een werkplaats waar machines werden gemaakt en gerepareerd
- Een werkplaats van een metaalbewerker
- Een houtbewerkingsbedrijf en een op stoom aangedreven kraan
- Een gereconstrueerde dorpsgarage uit de jaren dertig van de twintigste eeuw
- Hal voor materialen afkomstig van de Worshipful Company of Paviors een bedrijf dat wegen bouwde, gehuisvest in een negentiende-eeuwse gietijzeren gebouw afkomstig uit Horsham
- Een tentoonstelling van fietsen
- Een telefooncentrale voor landelijk gebied met bediening uit de jaren veertig van de twintigste eeuw afkomstig uit Coolham
- Een schuur om gin in op te slaan uit Arundel waarin een metaalgieterij is gehuisvest.
- Een laat-19e-eeuwse schuur om stenen uit een steenfabriek te drogen; afkomstig uit Petersfield in Hampshire
- Een tentoonstelling over beton
- Fairmile Café, een uit de jaren dertig van de twintigste eeuw stammend café dat oorspronkelijk langs de kant van de weg stond. Het bevat de collectie van huishoudelijke- en landbouwvoorwerpen die is opgezet door Ted Page.
- Dover Cottage met een gemaal afkomstig uit Arundel en een tentoonstelling van watergemalen
- Een schuur waar een motor stationair draait en een gemeentelijk motorhuis afkomstig uit Littlehampton
- Een gerestaureerde brandweerkazerne uit de jaren vijftig van de twintigste eeuw, die in 2008 werd voltooid. In deze brandweerkazerne staat nu een aantal complete historische brandweerauto’s en een groot aantal vitrines en tentoonstellingen, die gewijd zijn aan de historische brandweerauto’s die in Sussex hebben rondgereden.
- Een tolhuisje op een tolbrug afkomstig van de draaibrug uit Littlehampton
- Een drukkerij
- Een brouwerij en wasserij (de laatste met Victoriaanse uitrusting, oorspronkelijk uit Warnham)
- Een schoenmakerij waarvan de inboedel afkomstig is uit Bognor Regis
- Hall of Tools, met demonstraties door de Tools and Trades History Society

Er worden diverse ambachten getoond, zoals houtbewerking, het maken van bezems, stoelenmatten, het werk van een smid en het werken met glas-in-loodramen. Er vinden geregeld speciale evenementen op het terrein plaats.

### Collectie van Southdown Bus
Op open dagen maken de bussen uit de collectie van Southdown Bus gedurende de gehele dag ritten. Hieronder volgt een lijst van de collectie bussen:
Werkende bussen
- Een Worthing Motor Services/Southdown Tilling Stevens met open dak uit 1914 met 41 zitplaatsen (IB 552). Deze bus is beperkt inzetbaar vanwege de fragiele staat van het voertuig.
- Een Southdown Leyland model N met open dak uit 1922 met 51 zitplaatsen (CD 5125)
- Een Southdown Dennis 30cwt-enkeldekker uit 1927 (UF 1517)
- Een Sunderland Corporation Leyland Lion LT1-enkeldekker uit 1928 (BR 7132). Deze bus is privébezit
- Een Southdown Tilling Stevens B10 A2-enkeldekker met 31 zitplaatsen uit 1930 (UF 6805)
- Een Southdown Leyland Titan TD1-dubbeldekker uit 1931 met 50 zitplaatsen (UF 4673)
- Een Southdown Leyland Titan TD1-dubbeldekker met 50 zitplaatsen (UF 7428)
- Een replica van een Shelvoke and Drewry Tramcar BP9822-enkeldekker uit 1938. Dit is een kleine bus die meestal gebruikt werd op stille lijnen.

Bussen die gerepareerd of gerestoreerd worden
- Een Southdown Tilling Stevens-enkeldekker uit 1923 (CD 4867). Alleen het chassis is nog over en het plan is om er een body van een gehoekte janplezier op te bouwen
- Een Southdown Leyland Cub-enkeldekker uit 1937 met 24 zitplaatsen (ECD 524)

### Collectie van smalspoor en industrieel spoor te Amberley
De collectie van smalspoor en industrieel spoor wordt bewaard in het Amberley Museum Railway. Deze collectie beslaat al het rollend materieel variërend van 457 mm (18 inch) tot 1600 mm tot (5 voet 3 inch) breed spoor. De werkende treinen op het museumterrein worden getrokken door locomotieven die of op stoom, interne verbranding of elektriciteit werken.

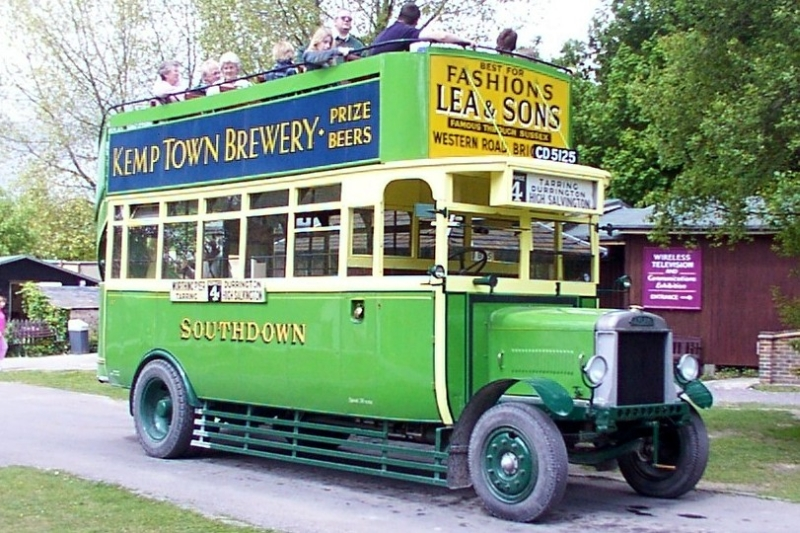
Leyland N Bus
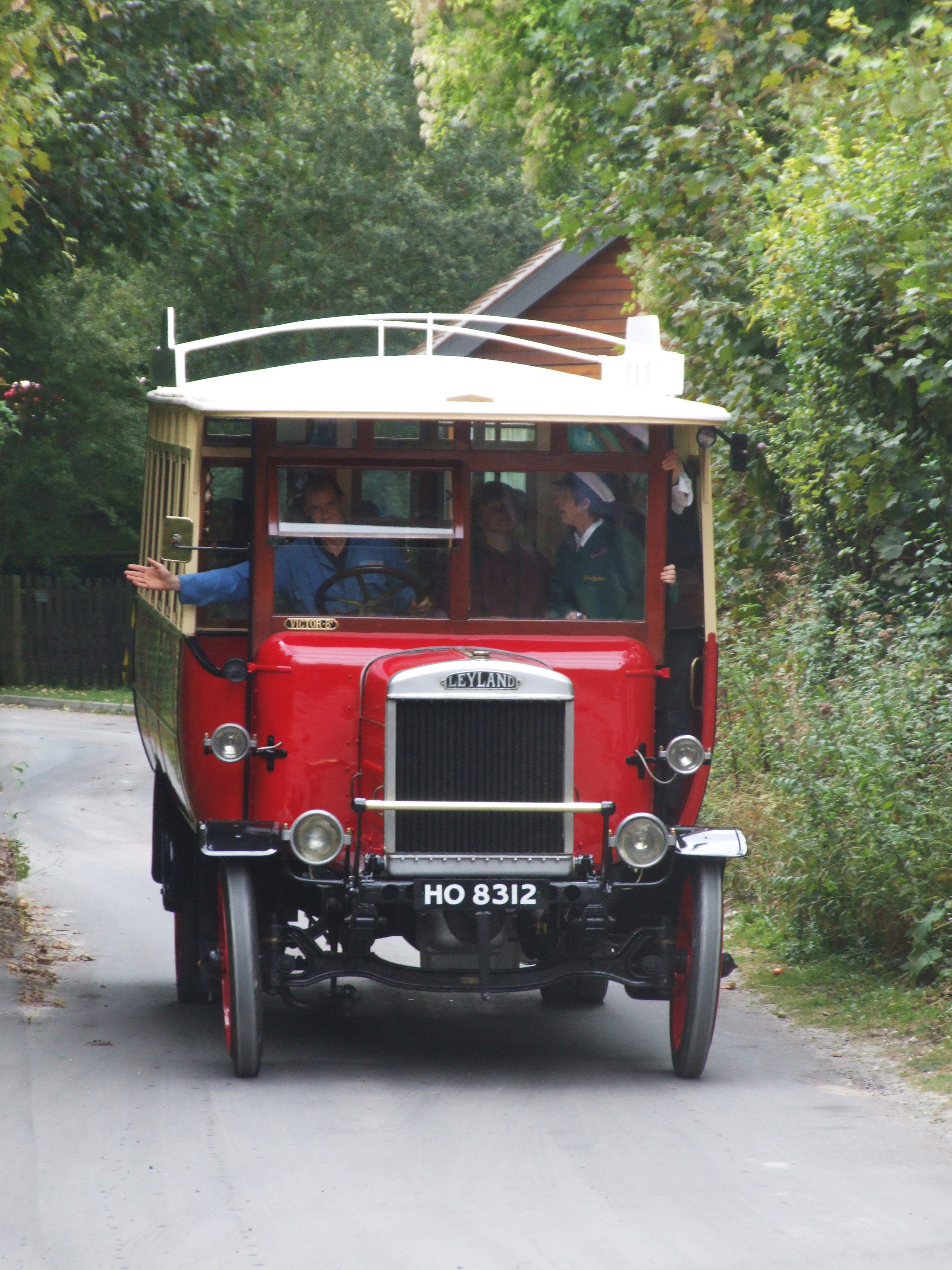
Oude Leyland bus op de weg bij Amberley
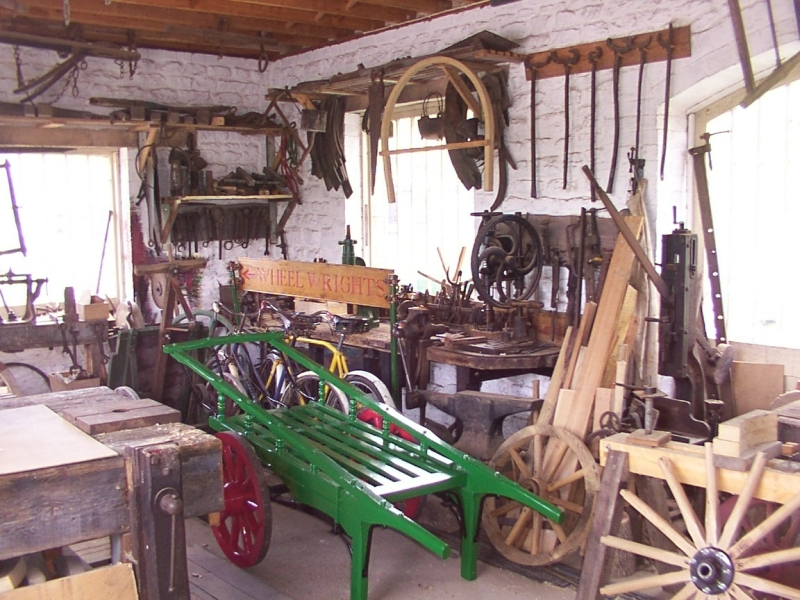
Werkplaats van een wagenmaker
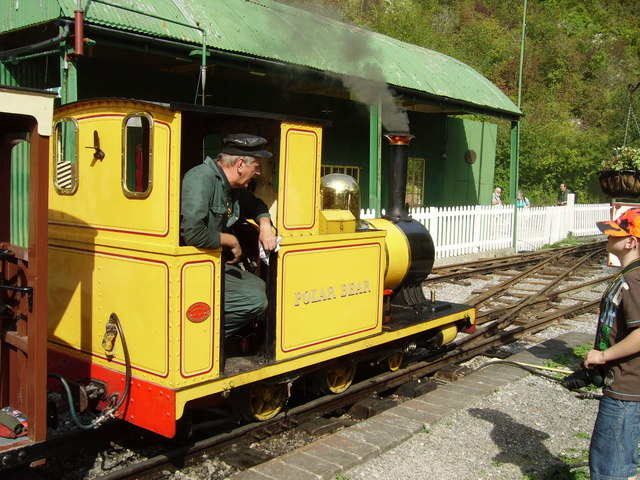
Locomotief Polar Bear op de smalspoorspoorweg